# Hesserode (Thüringen)
Hesserode is een  dorp in de Duitse gemeente Nordhausen in het Landkreis Nordhausen in Thüringen. Het dorp wordt voor het eerst vermeld in een oorkonde uit 1230. Tot 1997 was het een zelfstandige gemeente. 
Bielen · Buchholz ·Herreden · Hesserode · Hochstedt · Hörningen · Krimderode · Leimbach · Petersdorf · Rodishain · Rüdigsdorf · Salza · Steigerthal · Steinbrücken · Stempeda · Sundhausen